# الکترونیک قدرت
الکترونیک قدرت، بهره‌گیری از الکترونیک حالت جامد (نیمه‌رساناها) برای کنترل و تبدیل توان الکتریکی است. به عبارت دیگر، الکترونیک قدرت به بررسی استفاده از نیم‌رساناها در مهندسی قدرت می‌پردازد. ولتاژ و جریان‌ در الکترونیک قدرت می‌تواند به هزاران ولت و هزاران آمپر برسد. الکترونیک قدرت باعث صرفه‌جویی خوبی در انرژی (saving energy) می‌شود.   

## کاربردها
منابع تغذیه جدید همچون شارژرها، اینورترها و یوپی‌اس‌ها از الکترونیک قدرت استفاده می‌کنند. شارژر موبایل و لپ‌تاپ، منابع تغذیه کامپیوتر یا سایر لوازم برقی، از ساده‌ترین مثال‌ها برای الکترونیک قدرت هستند. 
در صنعت، از رایج‌ترین استفاده‌های الکترونیک قدرت، راه‌اندازهای (درایور) سرعت‌متغیرِ موتور القایی است. در توان‌های بیش‌تر، از الکترونیک قدرت در کاربردهایی مانند انرژی‌های نو و بهینه‌سازی سیستم قدرت استفاده می‌شود. طراحی یک‌سوسازهای سه‌فاز، تبدیل جریان‌ متناوب به مستقیم (مثلاً در اچ‌وی‌دی‌سی) و برعکس، همه در الکترونیک قدرت مطرح می‌شوند.

## تقسیم بندی
- بسته به ورودی و خروجی مبدل‌های الکترونیک قدرت، می‌توان آن‌ها را به شش دسته تقسیم کرد:

1. مبدل‌های جریان متناوب (AC) به مستقیم (DC)، یا یکسوسازها
2. مبدل‌های DC به DC یا چاپرها (Chopper)
3. مبدلهای AC به AC (سیکلُوکانوِرترها - مبدل‌های ماتریسی)
4. مبدل‌های DC به AC (اینوِرتِرها)
5. مبدل‌های AC به DC به AC
6. مبدل‌های DC به AC به DC

## منبع
1. ↑  ویکی‌پدیای انگلیسی  به تاریخ 19 آوریل 2009